# Seleção Maltesa de Voleibol Feminino
A seleção maltesa de voleibol feminino é uma equipe europeia composta pelas melhores jogadoras de voleibol de Malta. A equipe é mantida pela Associação de Voleibol de Malta (Malta Volleyball Association). A equipe não consta no ranking mundial da FIVB segundo dados de 6 de outubro de 2015.